# Central Brasileira de Notícias
Central Brasileira de Noticias (CBN) es una red de emisoras de radio del Brasil, perteneciente al Sistema Globo de Radio, especializada en entregar información las 24 horas del día. Posee 4 emisoras propias y 37 asociadas en 15 estados del país.
Desde sus inicios, la CBN ha estado presente en la cobertura de los principales acontecimientos del Brasil y del mundo, como en la Cumbre de Río y el tetracampeonato de Brasil en el Mundial de Fútbol de 1994.
Actualmente, la CBN sigue transmitiendo fútbol, pero su prioridad es la información y el análisis permanente.